# Stagflace
Stagflace (stagnace + inflace – přejato z anglického stagflation) je jedním z makroekonomických témat. Jedná se o kombinaci stagnace ekonomiky (tedy se při vysoké inflaci velikost reálného produktu nemění nebo dokonce klesá – takový jev se někdy nazývá slumpflace, z anglického slump, propad) s vysokou inflací a vysokou mírou nezaměstnanosti. Jde typicky o situaci, kdy je systém zasažen šokem.
Podle klasické ekonomie k stagflaci dochází, pokud se vláda snaží snížit míru nezaměstnanosti pod její přirozenou úroveň, což má za následek jen zvýšení inflace. Vláda od cíle snížit nezaměstnanost upustí až v době, kdy se k vysoké nezaměstnanosti přidá i vysoká inflace, tedy když dojde k stagflaci.
Inflace je termín definovaný jako nárůst všeobecné cenové hladiny zboží a služeb, obdobně lze považovat inflaci za snížení kupní síly peněz. Kdežto stagflace je pojem používá pro vyjádření ekonomiky, jejíž růst stagnuje a je zasažena inflací a vysokou nezaměstnaností.
Stagflace zapříčinila vznik ekonomického ukazatele, tzv. Misery index. Tento index vyjadřuje, jak se (špatně) ekonomicky daří lidem v průběhu stagflace, je vypočítán pomocí míry inflace a míry nezaměstnanosti.
Jako příklad se uvádí ekonomika USA v sedmdesátých letech 20. století. Tehdy byla stagflace nový pojem, který byl použit v situaci, kdy docházelo současně ke zvyšování inflace i nezaměstnanosti, a vyvolala krizi keynesiánství.

## Stagflace a Phillipsova křivka
Stagflace byla dlouho považována za nemožnou, a to hlavně z důvodu, že většina ekonomických teorií, která dominovala mezi akademiky a odborníky, popírala existenci stagflace už jen kvůli jejich samotným konstrukcím. Především se to týká ekonomické teorie Phillipsovy křivky, která byla vyvinuta na principech Keynesianské ekonomie. Phillipsova křivka vyobrazuje vztah (trade-off) mezi nezaměstnaností a inflací (čím vyšší inflace, tím nižší nezaměstnanost – a naopak). Ekonomové se hlavně zabývali nebezpečným vlivem deflace v důsledku Velké deprese ve 20. století. Politika byla postavena na tom, že snížení inflace má tendenci zhoršovat situaci pro nezaměstnanost. A politika snížení nezaměstnanosti má zase za následek zvýšení inflace. A to přesně stagflace popírá – může být vysoká inflace i s vysokou nezaměstnaností.
Díky stagflaci byla koncepce Phillipsovy křivky nahrazena hypotézou o přirozené míře nezaměstnanosti (tzv. akcelerovanou Phillipsovou křivkou). Změna skutečné míry nezaměstnanosti od své přirozené míry většinou způsobí změnu inflace. Dle teorie o přirozené míře nezaměstnanosti se inflační spirála zastaví, až když se skutečná míra nezaměstnanosti dostane na úroveň přirozené míry nezaměstnanosti.

## Historie
Za autora tohoto pojmu, spojení stagnace s inflací, je považován Iain Macleod, britský konzervativní politik. Tento pojem použil ve spojení s ekonomickými problémy, se kterými se v 70. letech 20. století potýkalo Spojené království. Stagflaci poprvé zmínil již v 60. letech 20. století, když mluvil v Dolní sněmovně. V té době mluvil o inflaci na jedné straně a stagnaci na straně druhé. Tou dobou byl poté zrušen zlatý standard.
Znovu byl tento pojem zmíněn v 70. letech 20. století v USA. Tou dobou zde bylo období recese způsobené ropnou krizí (šokem), kdy rapidně vzrostla cena ropy. USA mělo dokonce po dobu pěti čtvrtletí záporný růst HDP. V roce 1973 se inflace zdvojnásobila a v roce 1974 dosahovala dokonce dvojciferných hodnot. Nezaměstnanost dosahovala až 9 % v roce 1975. Objem světového obchodu klesl a světová ekonomika se dostala do hluboké recese. Jelikož míra inflace dosáhla ve více zemích vysokých hodnot, většina vyspělých ekonomik (včetně USA a Spojeného království) sklouzla do stagflace. Jeden z následku téhle stagflace byl další nárůst nezaměstnanosti.

## Příčiny stagflace

### Nabídkový šok
Ekonomický fenomén stagflace je způsoben za situace, kdy dochází k prudkému nárůstu ceny komodity (ropy), což snižuje ekonomickou produkční kapacitu. Příkladem je rok 1973, kdy OPEC udělil embargo na západní země. Následkem tohoto byl nedostatek ropy a prudké zvýšení její ceny, což spolu s tím mělo za následek zvýšení cen zboží (cenové hladiny) a přispělo ke zvýšení nezaměstnanosti. Ceny za přepravu se zvyšovaly spolu s nákladnější výrobou a skladováním produktů. A nezabránilo tomu ani propouštění zaměstnanců či nižší mzdy. To pouze přispělo ke snížení poptávky.

### Regulace vládou
K stagflaci dojde, když vláda nebo centrální banky zvyšují množství peněžních zásob a zároveň omezují zásobování. Nejčastěji na to vláda využije právě tisk bankovek. Dále může dojít k stagflaci i v důsledku měnové politiky centrální banky.
Jako příčiny stagflace se uvádí tvrdá regulace trhů, zboží a práce v jinak inflačním prostředí. Příkladem je ekonomická politika za doby bývalého amerického prezidenta Richarda Nixona, někteří ekonomové se domnívají, že právě to bylo příčinou recese v 70. letech 20. století. Strategie byla postavena na stanovení dovozních cel a zmrazení mezd a cen po dobu devadesáti dní, což mělo mít za následek zabránění růstu cen. Ovšem po uvolnění těchto restrikcí náhlý ekonomický šok z nedostatku ropy a rapidní akcelerace cen měla za následek ekonomický chaos.

## Řešení stagflace
Stagflace znamená stagnaci ekonomiky, vysokou inflaci a vysokou nezaměstnanost. Tak jak je makroekonomicky předepsáno, pro řešení problému vysoké inflace se zavádí snížení vládních výdajů, zvýšení daní, zvýšení úrokových sazeb a zvýšení požadavků na bankovní rezervy. Opatření proti rostoucí nezaměstnanosti mají opačný důsledek – větší výdaje, nižší daně, nižší úrokové sazby a motivování bank k půjčování peněz.
Ekonom Robert A. Mundell navrhl řešení stagflace. Jeho východisko je založeno na dvou principech – zvýšení produkce v ekonomice a současné omezení nabídky peněz. Ke zvýšení produkce v ekonomice se dá dopracovat například snížením daňových sazeb pro jednotlivce i společnosti, což bude mít za následek zvýšení jejich kupní síly. Pro omezení nabídky peněz lze přistoupit ke zvýšení bankovních rezerv a zvýšení úrokových sazeb z půjček, což omezuje možnost si půjčovat. Kombinace těchto dvou scénářů by vytvořila vysokou poptávku po penězích a umožnila by prosazení vyšších sazeb; to by mělo za následek neinflační růst.

## Stagflace pohledem ekonomických škol

### Keynesiánství
Keynesiánští ekonomové ignorovali možnost existence stagflace. Řídili se principem Phillipsovy křivky, utvrzující je se, že vysoká nezaměstnanost je typicky spjata s nízkou inflací a naopak. Když pak stagflace nastala a vyvrátila tím typizovaný vztah Phillipsovy křivky, prokázalo se, že Keynesiánská škola neměla pravdu. Následně považovali za příčinu stagflace nabídkové šoky. Jako příkladem je uváděn nárůst cen energií nebo cen potravin jako základ pro vznik stagflace.

### Monetarismus
Monetaristé v čele s Miltonem Friedmanem tvrdili již v 60. letech 20. století, že princip „Phillipsovy křivky“ je založen na špatných předpokladech a že existence stagflace je možná. Milton Friedman s Edmundem Phelpsem tvrdili, že když firmy i zaměstnanci začnou očekávat vyšší inflaci, Phillpisova křivka se posune nahoru; to v podstatě znamená, že k vyšší inflaci dochází při jakékoliv míře nezaměstnanosti. Konkrétně uváděli, že pokud by inflace byla dlouhodobějšího rázu, zaměstnanci i firmy by ji začali brát v potaz při vyjednávání mezd, docházelo by ke zvyšování mezd a tím i ke zvyšování nákladů podniků. Což by zase vedlo k dalšímu růstu inflace. Keynesiánci postupně pak začali tuto teorii přijímat a byla začleněna do Neo-Keynesiánských ekonomických modelů.
Dále Friedman konstatoval, že by ceny měly být stabilizovány centrální bankou k zamezení inflace vymykající se kontrole a že by vláda měla uvolnit ekonomiku a umožnit volnému trhu, aby alokoval pracovní sílu k jejímu nejproduktivnějšímu využití.
Podle monetaristů je stagflace způsobena rychlým růstem nabídky peněz, což vytvoří prostředí, ve kterém je příliš mnoho peněz pro málo zboží.

### Neoklasická ekonomiea rakouská ekonomická škola
Většina neoklasických nebo rakouských pohledů (například Friedricha Hayeka) na stagflaci jsou podobná pohledu Miltona Friedmana. Mezi běžné názory patří ukončení expanzivní měnové politiky a umožnění volného přizpůsobení cen na trhu.
Neoklasická ekonomie tvrdí, že stagnaci způsobují neefektivní vládní regulace nebo vysoké dávky pro nezaměstnané, lidé díky nim mají menší motivaci hledat si práci. Další neoklasické vysvětlení stagnace je založeno na teorii reálného hospodářského cyklu, který je založen na principu, že při jakémkoliv snížení produktivity práce je efektivnější pracovat méně.

### Ekonomie strany nabídky
Ekonomové považují ekonomii strany nabídky (supply–side economics) za příčinu stagflace vysoké daně, nadměrnou regulaci podniků a bohatý stát, který umožňuje svým obyvatelům přežít bez práce.

### Další teorie
Existují i další teorie, které tvrdí, že stagflace je přirozenou součástí hospodářského cyklu v moderních ekonomikách.

## Hrozba stagflace
Stagflace je stav, do kterého se žádný stát nechce dostat. Je totiž obtížné obnovit ekonomický růst spolu se snížením míry inflace a nezaměstnanosti.
Aktuální situace v roce 2020 v důsledku koronavirové krizi dává předpoklad k tomu, aby se státy do stavu stagflace dostaly. Kvůli mnohým omezením vlád dochází k uzavírání obchodů, přerušování výroby, úpadku průmyslu, ale také k vyšší nezaměstnanosti. Což jsou přesně aspekty vedoucí ke stagflaci.

#### Situace v Česku
Růst ekonomiky klesá. Za poslední čtvrtletí (4. čtvrtletí 2019) byl růst hrubého domácího produktu 0,5 %, což ovšem bylo ještě před propuknutím koronavirové krize. Inflace (k lednu 2020) dosahuje hodnoty 3,6 %.
V květnu 2022 meziroční inflace dosáhla již 16 %.